# خونگاه (دنا)
خونگاه یک روستا در ایران است که در دهستان پاتاوه واقع شده‌است. خونگاه ۳۸۷ نفر جمعیت دارد.